# 劉昌 (唐)
劉 昌（りゅう しょう、739年 - 803年）は、唐代の軍人。字は公明。本貫は汴州開封県。

## 経歴
軍中で身を立て、若くして騎射を学んだ。天宝末年、安禄山が反乱を起こすと、劉昌は河南節度使の張介然に従い、易州遂城折衝府左果毅に任じられた。宝応元年（762年）、史朝義が部将を派遣して宋州を包囲すると、宋州は城中の食糧も尽き、陥落寸前となった。劉昌は「河陽の李光弼が勝利を収めたので、20日経たないうちに援軍がやってきます。城の東南隅の敵が最も危険なので、私に守らせてください」と宋州刺史の李岑に進言した。劉昌は盾を構えて城壁に登り、反乱軍に順逆を説きつづけた。15日後に李光弼の援軍がやってくると、宋州を包囲する反乱軍は壊滅した。劉昌は李光弼に召し出されて、左金吾衛郎将に試用された。広徳2年（764年）、李光弼が死去すると、劉昌は宰相の王縉の命により宋州に帰され、牙門将となった。太僕寺卿に転じ、許州別駕を兼ねた。
大暦11年（776年）、李霊曜が汴州に拠って反乱を起こすと、宋州刺史の李僧恵は李霊曜の命に従おうとした。劉昌はひそかに曾神表を派遣して李僧恵を説得させた。李僧恵が劉昌を召し出して計を問うと、劉昌は泣いて順逆を述べた。李僧恵はこれに感じいって、曾神表を長安への使者に立てて、李霊曜を討ちたいと願い出た。汴州が平定されると、李忠臣は李僧恵の功をねたんで、劉昌を殺そうとしたので、劉昌は逃走した。劉玄佐が宋州刺史となると、劉昌は職に復帰できた。太常寺卿に転じ、華州別駕を兼ねた。ほどなく劉玄佐が宣武軍節度使となると、劉昌はその下で左廂兵馬使となった。
建中2年（781年）、李納が反乱を起こすと、劉昌は軍を率いて考城県を奪回し、行営諸軍馬歩軍都虞候をつとめた。検校太子詹事を加えられ、御史中丞を兼ねた。建中3年（782年）、劉玄佐が濮州を包囲すると、劉昌は濮州刺史となった。建中4年（783年）、李希烈が汴州を攻め落とすと、劉玄佐は部将の高翼に精兵5000を与えて襄邑県の救援に向かわせた。城が陥落し、高翼は水死した。宋州から江淮にいたる地域で、人心は動揺した。劉昌は3000人を率いて寧陵県を守り、李希烈が5万の兵を率いて城下を包囲した。劉昌は深く塹壕を掘って地下道をさえぎり、およそ45日間甲胄を解かず、兵士を自ら励まして、李希烈を撃退した。李希烈が寧陵県を包囲を解いて陳州を攻撃し、陳州刺史の李公廉が進退窮まると、劉昌は劉玄佐に従って浙西の兵3万人と合流してこれを救援した。陳州の西50里のところで反乱軍と遭遇し、劉昌は夜明けにその陣が整わないところを破り、反乱軍の将の翟曜を生け捕りにした。李希烈は退却して蔡州を守り、再び侵犯して来なくなった。劉昌は検校左散騎常侍を加えられた。劉玄佐に従って汴州を奪回し、検校工部尚書を加えられた。母が死去したため、劉昌は辞職して喪に服した。喪が明けると、劉昌は左金吾衛大将軍を加えられた。
貞元3年（787年）、劉玄佐が長安に入朝すると、劉昌は徳宗の命により宣武軍8000を率いて北方の五原県に進出した。軍中の事務を妨げる者がいたため、劉昌は300人を斬って処断した。ほどなく本官のまま、京西行営節度使に任じられた。貞元4年（788年）、涇州刺史・四鎮北庭行軍兼涇原等州節度支度営田等使をつとめた。劉昌は自ら兵士を率いて耕作し、軍糧を蓄えた。また連雲堡を築き、勅命を受けて平涼県に城壁を建て、弾箏峡口を扼した。さらに平涼県の西に胡谷堡を築き、彰義堡と名づけた。検校尚書右僕射を加えられ、南川郡王に封じられた。劉昌は死没した将兵の遺骨を収集し、浅水原に葬り、旌義冢と懐忠冢の2冢を建てた。貞元14年（798年）、帰化堡で軍乱が起こり、大将の張国誠が追放されると、劉昌は帰化堡に入って数百人を殺し、張国誠を復帰させた。
貞元19年（803年）5月、劉昌は病没した。享年は65。司空の位を追贈された。
子に劉士涇があり、憲宗のときに太府寺卿となった。

## 伝記資料
- 『旧唐書』巻152 列伝第102
- 『新唐書』巻170 列伝第95